# Dipterocarpus hispidus
Espèce
Classification phylogénétique
Statut de conservation UICN

 CR A1cd : 
En danger critique
Dipterocarpus  hispidus est un grand arbre sempervirent du Sri Lanka, appartenant à la famille des Diptérocarpacées.

## Répartition
Endémique aux forêts primaires de plaine du sud-ouest du Sri Lanka.

## Préservation
Menacé de disparition par l'exploitation forestière.
Quelques populations sont préservées au sein de réserves.